# Bran Ardchenn
Bran Ardchenn mac Muiredaig (mort en 795) est un roi de roi de Leinster issu du sept Uí Muiredaig de la lignée des Uí Dúnlainge une branche des  Laigin. Il est le fils de Muiredach mac Murchado (mort en 760), un prédedant roi. La résidence royale de ce sept se trouve à Maistiu (Mullaghmast) dans le sud du comté de Kildare. Il règne de 785 à  795.

## Rivalité
Bran est en rivalité pour le trône avec  Ruaidrí mac Fáeláin (mort en 785) du sept  Uí Fáeláin. En 780  l'Ard ri Erenn Donnchad Midi mac Domnaill (mort en 797) mène campagne au Leinster et défait Ruaidrí mac Fáeláin, dévastant les domaines de ses partisans. La même année une rencontre  des Uí Néill et les Laigin se tient lors d'un synode à Tara et la paix est rétablie. Donnchad avait fait campagne en faveur de  Bran et il l'investit comme roi lors de cette rencontre.

## Règne
En 782 Bran est vaincu et capturé lors de la bataille de Curragh, près de Kildare, par Ruaidrí. Les alliés de Bran; Mugrón mac Flainn, roi des Uí Failgi, et Dub dá Crích fils de Laidcnén des Uí Cheinnselaigh sont tués. Bran accède alors au trône en 785. Bran avait épousé  Eithne ingen Domnaill (morte en 795), la sœur de Donnchad Midi mac Domnaill, l'Ard ri Erenn Clan Cholmáin.Ce lien familial génère de bonne relation avec l'Ard ri pendant son règne. En 794 Donnchad conduit une expédition contre le  Munster afin de protéger les Laigin.
Le 6 mai 795 Bran et son épouse  Eithne (Aine), fille de Domnall Midi sont assassinés dans l'église de  Cell Cúile Duma (près Stradbally, Comté de Leix) par son successeur  Finsnechta Cethardec mac Cellaig (mort en 808) du sept Uí Dúnchada. Ce crime est un geste de défit impitoyable envers la politique de l'Ard ri  Donnchad.

## Postérité
Ses fils Muiredach mac Brain (mort en 818) et Cellach mac Brain (mort en 834), seront tous deux également rois de Leinster

## Article lié
- Liste des rois de Leinster

## Sources primaires
- Livre de Leinster,Rig Laigin et Rig Hua Cendselaig sur CELT: Corpus of Electronic Texts at University College Cork
- Annales d'Ulster sur CELT: Corpus of Electronic Texts at University College Cork
- Annales de Tigernach sur CELT: Corpus of Electronic Texts at University College Cork

## Sources secondaires
- (en) T.W Moody, F.X. Martin, F.J. Byrne, A New History of Ireland IX Maps, Genealogies, Lists. A companion to Irish History part II, Oxford, Oxford University Press, 2011, 690 p. (ISBN 978-0-19-959306-4), p. 134 & 200 Kings of Leinster to 1171
- (en) Francis John Byrne, Irish Kings and High-Kings, Dublin, Four Courts Press, 2001, 341 p. (ISBN 978-1-85182-196-9)
- (en) T.M. Charles-Edwards, Early Christian Ireland, Cambridge, Cambridge University Press, 2000, 707 p. (ISBN 0-521-36395-0, présentation en ligne)